# Федеральная антимонопольная служба
Федеральная антимонопольная служба (ФАС России) — федеральный орган исполнительной власти, контролирующий соблюдение антимонопольного законодательства. Также ФАС России следит за соблюдением законов в сфере естественных монополий, рекламы, иностранных инвестиций в стратегически значимые компании,  государственного оборонного заказа и госзакупок.

## История

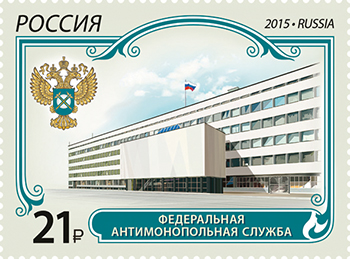
Почтовая марка, посвящённая 25-летию Федеральной антимонопольной службе

Начало формированию системы антимонопольных органов в Российской Федерации было положено Законом РСФСР от 14 июля 1990 года «О республиканских министерствах и государственных комитетах РСФСР»; 10 сентября 1990 года первый заместитель председателя Совета Министров РСФСР Григорий Явлинский подписал Постановление Совета министров РСФСР от 10 сентября 1990 года № 344, в соответствии с которым была утверждена штатная численность работников аппарата - 150 единиц, введено Временное положение, в соответствии с которым образован Государственный комитет РСФСР по антимонопольной политике и поддержке новых экономических структур (ГКАП РСФСР, ГКАП России). Председателем Комитета был назначен Валерий Черногородский.
В соответствии с Указом Президента Российской Федерации от 24 августа 1992 года № 915 «О Государственном комитете Российской Федерации по антимонопольной политике и поддержке новых экономических структур» в целях обеспечения развития рыночных отношений и конкуренции в Российской Федерации, во исполнение Законов Российской Федерации «О конкуренции и ограничении монополистической деятельности на товарных рынках» и «О защите прав потребителей» утверждено новое Положение о ГКАП России (добавлены задачи и функции), а численность работников центрального аппарата увеличена до 350 единиц (без персонала по охране и обслуживанию зданий). В ноябре 1992 года Председателем Комитета назначен Леонид Бочин.
В целях реализации Послания Президента Российской Федерации Федеральному собранию 1997 года в части приведения структуры Правительства Российской Федерации и структуры федеральных органов исполнительной власти в соответствие с требованиями экономических преобразований Указом Президента Российской Федерации от 17 марта 1997 года № 249 «О совершенствовании структуры федеральных органов исполнительной власти» Государственный комитет Российской Федерации по антимонопольной политике и поддержке новых экономических структур преобразован в Государственный антимонопольный комитет Российской Федерации. В августе 1997 года Председателем Комитета была назначена Наталья Евгеньевна Фонарева.
22 сентября 1998 года Указом Президента Российской Федерации № 1142 «О структуре федеральных органов исполнительной власти» были упразднены Государственный антимонопольный комитет Российской Федерации (Председатель Н. Е. Фонарева), Государственный комитет Российской Федерации по поддержке и развитию малого предпринимательства (Председатель И. М. Хакамада), Федеральная служба Российской Федерации по регулированию естественных монополий на транспорте (Руководитель В. И. Будько) и Федеральная служба Российской Федерации по регулированию естественных монополий в области связи (Руководитель В. М. Горячев). На их месте образовано Министерство Российской Федерации по антимонопольной политике и поддержке предпринимательства (МАП России), которому переданы функции упразднённых органов. Министром назначен Геннадий Ходырев.
Численность работников центрального аппарата 1189 человек, региональных штабов: 2315 человек. В структуре центрального аппарата были сформированы департаменты: по правовым вопросам, развития конкуренции на финансовых рынках и контролю за соблюдением законодательства о биржах, развития и поддержки предпринимательства, регулирования деятельности естественных монополий в области связи, регулирования деятельности естественных монополий на транспорте.
Положение о Министерстве Российской Федерации по антимонопольной политике и поддержке предпринимательства утверждено Постановлением Правительства Российской Федерации № 793 от 12 июля 1999 года. В мае 1999 года министром стал Илья Южанов.
9 марта 2004 года Министерство было упразднено, а его полномочия переданы другим ведомствам. Принадлежавшие МАП России функции федерального антимонопольного органа, контроля над деятельностью естественных монополий и над соблюдением законодательства о рекламе перешли к вновь образованной Федеральной антимонопольной службе. Руководителем службы был назначен Игорь Артемьев.
11 ноября 2020 года Руководителем службы назначен Максим Шаскольский.

## Функции

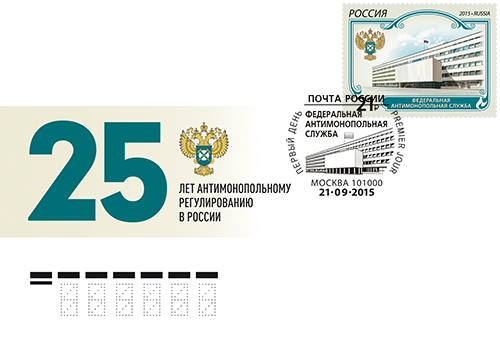
Конверт первого дня, посвящённый 25-летию Федеральной антимонопольной службе

Основными функциями Федеральной антимонопольной службы являются:
- контроль за соблюдением антимонопольного законодательства, в том числе в сфере электроэнергетики, использования земли, недр, водных и других природных ресурсов;
- надзор и контроль за соблюдением законодательства о естественных монополиях;
- надзор и контроль за соблюдением законодательства о рекламе;
- контроль в сфере закупок товаров, работ, услуг для обеспечения государственных и муниципальных нужд;
- контроль за соблюдением законодательства в сфере государственного оборонного заказа;
- контроль за осуществлением иностранных инвестиций в хозяйственные общества, имеющие стратегическое значение для обеспечения обороны страны и безопасности государства.

Ключевыми законодательными актами, которыми в своей работе руководствуется ФАС России, являются Федеральные законы «О защите конкуренции», «О контрактной системе в сфере закупок товаров, работ, услуг для обеспечения государственных и муниципальных нужд», «О государственном оборонном заказе», «О порядке осуществления иностранных инвестиций в хозяйственные общества, имеющие стратегическое значение для обеспечения обороны страны и безопасности государства», «О рекламе».
С 1 февраля 2010 года ФАС России осуществляет контроль за соблюдением антимонопольных требований, установленных Федеральным законом «Об основах государственного регулирования торговой деятельности в Российской Федерации». ФАС России подведомственна Правительству Российской Федерации (подчиняется непосредственно Председателю Правительства Российской Федерации). Служба представляет в Правительство Российской Федерации ежегодный доклад о результатах своей деятельности.
На основании статьи 23 закона от 26.07.2006 N 135-ФЗ «О защите конкуренции» возбуждает и рассматривает дела о нарушениях антимонопольного законодательства.

## Руководство

### Действующее
Руководство ФАС России:
- Руководитель — Шаскольский Максим Алексеевич. Занимает должность с 11 ноября 2020[29];
- Статс-секретарь-заместитель руководителя — Пузыревский Сергей Анатольевич;
- Заместитель руководителя — Галимханова Нелли Фидратовна;
- Заместитель руководителя — Радионов Григорий Геннадьевич;
- Заместитель руководителя — Андрей Борисович Кашеваров;
- Заместитель руководителя — Виталий Геннадьевич Королев;
- Заместитель руководителя — Андрей Геннадьевич Цыганов;
- Заместитель руководителя — Магазинов Геннадий Геннадьевич;
- Заместитель руководителя — Нижегородцев Тимофей Витальевич;
- Заместитель руководителя — Вяселева Адиля Искандеровна;
- Заместитель руководителя — Фесюк Даниил Валерьевич.

### Список руководителей ведомства
| Председатели государственного комитета РСФСР по антимонопольной политике и поддержке новых экономических структур |      |                                             |                 |                 |             |
| № | Фото | Имя (Годы жизни)                            | В должности     | В должности     | Партия      |
| 1 |      | Валерий Петрович Черногородский (1941–2002) | 14 июля 1990    | 20 июля 1992    | КПСС        |
| Председатели государственного комитета РФ по антимонопольной политике и поддержке новых экономических структур    |      |                                             |                 |                 |             |
| № | Фото | Имя (Годы жизни)                            | В должности     | В должности     | Партия      |
| 2 |      | Леонид Арнольдович Бочин (род. 1949)        | 23 декабря 1992 | 14 мая 1997     | Независимый |
| Председатели государственного антимонопольного комитета РФ                                                        |      |                                             |                 |                 |             |
| № | Фото | Имя (Годы жизни)                            | В должности     | В должности     | Партия      |
| 3 |      | Наталья Евгеньевна Фонарёва (род. 1957)     | 14 мая 1997     | 28 октября 1998 | Независимый |
| Министры по антимонопольной политике и поддержке предпринимательства РФ                                           |      |                                             |                 |                 |             |
| № | Фото | Имя (Годы жизни)                            | В должности     | В должности     | Партия      |
| 4 |      | Геннадий Максимович Ходырев (род. 1942)     | 28 октября 1998 | 12 мая 1999     | КПРФ        |
| 5 |      | Илья Артурович Южанов (род. 1960)           | 31 мая 1999     | 10 марта 2004   | Независимый |
| Руководители Федеральной антимонопольной службы РФ                                                                |      |                                             |                 |                 |             |
| № | Фото | Имя (Годы жизни)                            | В должности     | В должности     | Партия      |
| 6 |      | Игорь Юрьевич Артемьев (род. 1961)          | 10 марта 2004   | 11 ноября 2020  | Яблоко      |
| 7 |      | Максим Алексеевич Шаскольский (род. 1975)   | 11 ноября 2020  | в должности     | Независимый |

## Полномочия и порядок рассмотрения дел
В соответствии с Положением о ФАС России служба наделена следующими основными полномочиями:
- принятие нормативных актов по вопросам, отнесённым к компетенции службы (только центральный аппарат);
- осуществление контроля за соблюдением коммерческими и некоммерческими организациями, физическими лицами (в том числе индивидуальными предпринимателями), федеральными органами исполнительной власти, органами государственной власти субъектов Российской Федерации и органами местного самоуправления законодательства в установленной сфере, в том числе рассмотрение дел о нарушениях законодательства, выдача обязательных для исполнения предписаний, проведение плановых и внеплановых проверок, привлечение виновных в нарушении законодательства лиц к административной ответственности;
- осуществление контроля экономической концентрации на товарных рынках, согласование сделок с акциями (долями) и имуществом коммерческих организаций в случаях, предусмотренных антимонопольным законодательством;
- проведение исследования товарных рынков и установление наличия доминирующего положения на них отдельных хозяйствующих субъектов;
- ведение реестра недобросовестных поставщиков, в который включаются сведения о поставщиках (подрядчиках), уклонившихся от заключения государственных или муниципальных контрактов по результатам торгов, а также поставщиках (подрядчиках), контракты с которыми расторгнуты в судебном порядке в связи с неисполнением или ненадлежащим исполнением ими своих обязательств;
- рассмотрение ходатайств иностранных инвесторов о согласовании сделок с хозяйственными обществами, имеющими стратегическое значение для обеспечения обороны страны и безопасности государства, или о согласовании установления контроля над такими обществами.

ФАС России и его территориальные органы возбуждают дела о нарушениях законодательства в сфере своей компетенции по заявлениям физических и юридических лиц, материалам правоохранительных органов, сообщениям СМИ, а также по собственной инициативе по результатам проведённых службой проверок. Дела рассматриваются создаваемой для этих целей комиссией, состоящей из сотрудников антимонопольного органа в количестве не менее трёх человек. Председателем комиссии является руководитель антимонопольного органа или его заместитель. При рассмотрении дел в отношении кредитных организаций половину состава комиссии должны составлять представители Центрального банка Российской Федерации. Дела рассматриваются комиссией с участием сторон (заявителя и ответчика), которые излагают свою позицию и представляют доказательства в её обоснование, после чего комиссия в отсутствие сторон принимает решение по делу большинством голосов членов комиссии путём открытого голосования. В случае необходимости получения дополнительных доказательств, привлечения к участию в деле заинтересованных лиц рассмотрение дела может быть отложено, а при необходимости проведения экспертиз — приостановлено. По результатам рассмотрения дела производство по делу может быть прекращено в связи с отсутствием в рассматриваемых комиссией действиях нарушения законодательства, либо ответчик признан нарушившим соответствующие нормы закона — в этом случае ему выдаётся предписание о прекращении нарушения. Решение и предписание антимонопольного органа могут быть обжалованы в судебном порядке.

## Основные направления деятельности
Стратегической задачей ФАС России признано обеспечение свободы конкуренции и ограничение монополистической деятельности в рамках единого экономического пространства Российской Федерации. Исходя из данной задачи, ФАС России определены 3 основных цели своей деятельности:
1. Создание условий для развития конкуренции в сферах деятельности хозяйствующих субъектов, не относящихся к естественным монополиям;
2. Предотвращение и пресечение антиконкурентного вмешательства органов государственной власти и местного самоуправления в функционирование рынков, снижение коррупционных рисков при размещении государственного и муниципального заказа;
3. Обеспечение равного доступа потребителей к товарам, работам, услугам, реализуемым субъектами естественных монополий, и развитие конкуренции в потенциально конкурентных видах деятельности субъектов естественных монополий.

Деятельность ФАС России в рамках достижения первой из указанных целей направлена на пресечение антиконкурентного поведения отдельных хозяйствующих субъектов на товарных и финансовых рынках, в том числе на снижение уровня недобросовестной конкуренции, предупреждение и пресечение злоупотреблений доминирующим положением, соглашений и согласованных действий, ограничивающих конкуренцию (так называемых «картельных сговоров»), повышение качества проводимых исследований состояния конкурентной среды на товарных рынках. Большое значение ФАС России также уделяется направлению контроля за органами власти всех уровней в целях предотвращения создания административных барьеров для осуществления предпринимательской деятельности. В рамках контроля органов власти выделяются три основных направления: контроль процедур размещения государственного и муниципального заказа; контроль предоставления государственных и муниципальных преференций отдельным участникам рынков; пресечение ограничивающих конкуренцию соглашений и согласованных действий органов государственной власти и местного самоуправления с отдельными хозяйствующими субъектами.

## Антимонопольное регулирование

### В сфере строительства и недвижимости
ФАС контролирует деятельность органов власти, компаний и иных организаций в сфере строительства, капремонта, инженерных изысканий, землеустройства, картографии и геодезии, подготовки проектной документации.
Рассматривает жалобы ИП и юридических лиц на действия органов власти и сетевых организаций в сфере строительства согласно постановлениям Правительства РФ от 09.02.2015 № 94, 07.11.2016 № 1138, от 27.12.2016 № 1504, от 28.03.2017 № 346, от 17.04.2017 № 452.
В 2018 году был расширен список процедур в сфере строительства, подлежащих ускоренному рассмотрению ФАС в случае поступления жалоб.
Основная часть жалоб в сфере строительства касается затягивания сроков: при предельном сроке, равном 10 дням, реальный срок превышает его в два раза.
Среди наиболее распространенных нарушений, которые выявляют антимонопольные органы в сфере строительства:
— Нарушение срока выдачи градостроительного плана земельного участка;
— Нарушение срока выдачи разрешения на строительство или внесения изменений в разрешение на строительство;
— Отказы в подключении к различным инженерным системам объектов капитального строительства, например, к сети электроснабжения;
— Нарушение сроков заключения договоров на подключение к инженерным системам;
— Незаконные требования к заявителю и составу документов.
С начала 2016 года центральный аппарат ФАС России и его территориальные органы получили право рассматривать жалобы на органы власти и сетевые организации в сферах строительства по «ускоренной» процедуре — в течение 7 — 14 рабочих дней
В 2019 году ФАС запустила возможность дистанционного рассмотрения жалоб на торги свыше 1 млрд рублей в сфере земельного, концессионного, природного законодательства, приватизации, банкротства и иных отраслей во всех регионах РФ

### В сфере природных ресурсов

#### ФАС России и «исторический принцип»
Проведена реформа предоставления прав на добычу (вылов) краба, предусматривающая переход от «исторического принципа» распределения квот к распределению путем проведения электронных аукционов.
В 2019 году принят закон, предусматривающий распределение 50 % общего допустимого улова краба на электронных аукционах с установлением инвестиционных обязательств под строительство судов рыбопромыслового флота, и постановления Правительства РФ, устанавливающие порядок проведения аукционов в электронной форме.
ФАС России наряду с другими заинтересованными федеральными органами исполнительной власти участвовало в разработке и согласовании нормативных правовых актов, определяющих в том числе виды крабов и формирование по ним лотов, выставляемых на торги, порядок проведения электронного аукциона, требования к объектам инвестиций и другое.
Инвестиционные обязательства победителей аукциона предусматривают строительство 35 судов-краболовов на общую сумму минимум 35 млрд рублей.
Процесс распределения квот добычи на водные биологические ресурсы должен быть действительно прозрачным и конкурентным.

### Антимонопольное регулирование в сфере связи
- Отмена национального и внутрисетевого роуминга считается одним из лучших дел ФАС России за 2018 год.[45]. Также ведомство победило с этой практикой в конкурсе Всемирного банка — МКС[46][47].
- Технологическая нейтральность реализована на основе предложений ФАС[48][49]. В "Базовом документе по сетевой нейтральности[50] установлены основы доступа к информации, распространяемой в Интернете, осуществления деятельности участниками рынка и управления интернет-трафиком. Документ определил принципы сетевой нейтральности. Распространение принципов сетевого нейтралитета на ОТТ-сервисы позволило разрешить конфликтную ситуацию и восстановить доступ потребителей ПАО «ВымпелКом» к сервису «ВКонтакте»[51][52][53][54] на условиях, сопоставимых с условиями других операторов связи, тем самым подчеркнув недопустимость «пиринговых войн».
- Метод предельного ценообразования при расчёте регулируемых тарифов на услуги общедоступной электросвязи и общедоступной почтовой связи в 2018 году[55][56] был применен при утверждении регулируемых тарифов для ПАО «Ростелеком»[57].
- ФАС признала Почту России нарушившей антимонопольное законодательство[58][59][60]. Организация с января 2019 г. ввела ограничения по расчету за предоставление услуги по пересылке уведомлений о вручении внутренних регистрируемых почтовых отправлений только денежными средствами, исключив возможность оплаты марками.
- В результате контроля за ростом цен на цифровые приставки[61][62] было заведено дело по увеличению цен на цифровые тв-приставки[62][63][64].

### Антимонопольное регулирование в условиях пандемии
Как и во многих других организациях с распространением коронавирусной инфекции и обеспечению мер по самоизоляции на дистанционной формат работы в ФАС России было переведено 55 % сотрудников центрального аппарата и 46 % сотрудников территориальных органов.
Работа продолжилась в онлайн-формате:
- заседания комиссий ведомства по рассмотрению дел по признакам нарушений антимонопольного и рекламного законодательства откладывались на максимально возможные сроки;
- комиссии по жалобам на закупки по 44-ФЗ и 223-ФЗ, а также на отраслевые торги проходили дистанционно.

Антимонопольное ведомство проводило ежедневный мониторинг и контроль за ценами на социально значимые товары и продукты питания. Было выявлено завышение цен на социально значимые продукты и товары первой необходимости, в числе которых в условиях пандемии оказались помимо хлеб, мучных изделий, сахара, круп также лимоны, имбирь и чеснок.
ФАС России отслеживала поставки противовирусных изделий и лекарств в аптеки, а также проводила оперативный сбор информации о ценах на медицинские маски в регионах. В результате антимонопольное ведомство вместе с прокуратурой пресекли завышение цен на маски в 10 раз, были возбуждены дела о картельных сговорах поставщиков медицинских масок.
ФАС возбудила дела против ветеринарных клиник, которые предлагали вылечить COVID-19 у кошек и собак, а также оштрафовала АО «Отисифарм» на 200 000 руб. за рекламу арбидола. В ней фармацевтическая компания заявляла об эффективности препарата от коронавируса.
ФАС проверила цены на услуги мобильной связи в период перевода населения на удаленную работу и агрегаторов доставки еды на предмет изменений цен и условий сотрудничества с ресторанами.

## Контрольная деятельность

### Контроль госзакупок и закупок госкомпаний
В 2005 году был принят 94-ФЗ о размещении заказов С 1 января 2011 года вся информация о госзаказе размещается в режиме одного окна и нет необходимости просматривать многочисленные региональные сайты. С 1 января 2014 года вступил в силу Закон о контрактной системе (44-ФЗ).
1 января 2012 года вступил в силу Закон о закупках (223-ФЗ). Цель закона — либерализация процедуры закупок с участием госкомпаний для всех ее участников.
На протяжении всего этого времени ФАС России принимала активное участие в совершенствовании и имплементации норм закупочного законодательства.
Также ФАС России осуществляет контроль за устранением нарушений Закона о закупках (223-ФЗ) с 1 ноября 2015 года, Закона о контрактной системе (44-ФЗ) и восстанавливает конкурентные условия для проведения закупочных процедур.
Поправки в 44-ФЗ
22 апреля 2019 года Совет Федерации принял законопроект, призванный упростить систему госзакупок, в том числе для строительной отрасли.
Изменения, подготовку над которыми вела ФАС России совместно с Минфином России и Федеральным казначейством, исключают цикличность проведения закупок, позволяют упростить и ускорить закупочный процесс и оптимизируют систему планирования.
Так, с 1 июля 2019 года у заказчиков появилась возможность заключения контракта со вторым участником в случае расторжении контракта с победителем торгов.
У предпринимателей появилась возможность участия в электронных торгах в сфере строительства путем подачи только «согласия» на исполнение контракта в соответствии с требованиями проектно-сметной документации после автоматической проверки предквалификации на электронной площадке. Сам аукцион начнется спустя всего 4 часа после времени окончания подачи заявок вместо 2 дней, как это было ранее.
С 12 мая 2019 года сокращены сроки обжалования итогов закупки с 10 до 5 дней (за исключением лица, с которым заключается контракт), сроки принятия решений о внесении участников в Реестр недобросовестных поставщиков — до 5 дней.
Федеральная антимонопольная служба рассчитывает на создание механизма Рейтинга деловой репутации, при помощи которого будут поощряться добросовестные участники закупочных процедур.
По замыслу ФАС, рейтинг должен стать инструментом для поощрения добросовестных поставщиков и рассчитываться автоматически на основании данных ЕИС (количество исполненных контрактов, их цена, качество выполнения). Для компаний, попавших в этот рейтинг, предполагается снизить в несколько раз финансовое обеспечение заявки или контракта.
Жалобы также нужно подавать через ЕИС, при этом претензии должны отображаться в карточке контракта, предлагает ФАС. Весь документооборот в сфере госзаказа должен идти через ЕИС.
Поправки в 223-ФЗ
ФАС предлагает реформировать закупки и госкомпаний. Сейчас[когда?] около 66 % заказов госкомпании распределяют неконкурентными способами, в том числе отдают единственному поставщику. Также ФАС хочет запретить госкомпаниям менять существенные условия договоров после торгов и обязать обосновывать цену. Мера поможет снизить риски переплаты. А также регламентировать действия госкомпаний при рассмотрении вопроса о включении поставщика в РНП.
Ряд положений этого законопроекта предусматривает введение в 223-ФЗ ряда норм, которые действуют в 44-ФЗ.
Федеральная антимонопольная служба предложила госкомпаниям принять участие в проработке единых правил для сферы закупок госкомпаний.
Также служба проводит трансляции в социальных сетях, где отвечает на вопросы пользователей о закупочном законодательстве.

### Контроль проведения имущественных торгов
ФАС России осуществляет контроль за проведением имущественных торгов (согласно ст. 18.1 Закона о защите конкуренции (135-ФЗ): торги на заключение концессионных соглашений, торги по реализации имущества должника, госимущества, торги по капремонту и отбору управляющих компаний многоквартирных домов, торги на право пользования недрами.
В 2018 году были приняты поправки, устраняющие двоякое толкование ст.17.1 135-ФЗ и направленные на защиту деятельности малого и среднего бизнеса. Добросовестные арендаторы могут продлить аренду госимущества без торгов.
Также ФАС заявляла о том, что операторы электронных площадок не должны выступать в роли организаторов торгов при реализации имущества банкротов, поскольку в этом есть риски нарушения антимонопольного законодательства и возможны негативные коррупционные последствиям. Минэкономразвития поддержало предложения ведомства.
ФАС России давно выступает за разграничение законодательства о концессиях и ГЧП с закупочным законодательством. Законодательное закрепление разграничения случаев, когда применяется тот или иной механизм, в значительной степени решит проблему. Однако необходимо также существенно повысить прозрачность процедуры торгов в концессиях, считают в ведомстве.
Также ФАС сообщала о том, что системе государственных торгов нужна перезагрузка, путем внесения поправок в 135-ФЗ: необходимо разработать для них единый порядок проведения, при этом проводить такие торги следует только в электронной форме и на общероссийском перечне площадок, работающих в сфере госзакупок. Сейчас они регулируются более чем 50 нормативными правовыми актами.
Кроме того, ФАС рассматривала поправки в законодательство по унификации торгов, которые, в частности, должны исключить лишнюю волокиту при оформлении лицензий на добычу полезных ископаемых.

### Контроль государственного оборонного заказа (ГОЗ)
1 января 2015 года ФАС России были переданы полномочия по контролю в сфере государственного оборонного заказа(ГОЗ).
В своей деятельности ФАС России руководствуются нормами Федерального закона «О государственном оборонном заказе» от 29.12.2012 № 275-ФЗ.

#### Реформа в сфере ГОЗ
Начиная с 2015 года ФАС утвердила основы контрольно-надзорной деятельности в сфере ГОЗ, получила функционал по защите публичных интересов, внедрила запреты по ценообразованию и нецелевому использованию денежных средств и санкции за нарушения в сфере государственного оборонного заказа, определила порядок проведения расследований и проверок.
Была проведена реформа ценообразования, предполагающая внедрение мотивационной модели ценообразования, пиритизацию методов определения цен и внедрение единой методологии для всей кооперации. Метод бенчмаркинга применяется только в конкурентных областях: каждый год предприятие получает индексацию за счёт инфляции, остальное предприятие получает за счёт экономии издержек.
ФАС разработала Положение о государственном регулировании цен на продукцию, поставляемую по государственному оборонному заказу, утвержденное Постановлением Правительства РФ от 2 декабря 2017 г. N 1465. Оно предусматривает внедрение мотивационной модели ценообразования в сфере ГОЗ, основанной на долгосрочных принципах формирования цен с гарантией сохранения предприятиям экономии, полученной за счет снижения затрат.
Внесены подготовленные ФАС изменения в Федеральный закон «О государственном оборонном заказе», благодаря чему ФАС ведет реестр организаций, уклоняющихся от заключения контрактов по гособоронзаказу. Организации, включённые в реестр, не могут претендовать на получение мер государственной поддержки.
Одним из положительных итогов синергии полномочий ФАС по контролю размещения ГОЗ и ценообразования всей кооперации стал рост объёма штрафов — в 20 раз.

#### Массовые проверки весной 2019 года
В апреле 2019 года ФАС инициировала массовые проверки организаций ОПК после обращения Минобороны России. Компании не предоставили материалы для расчета цен на вооружение в положенный срок.
Такое поведение создало предпосылки к затягиванию договорной компании 2019 года. Кроме того, в отношении 748 организаций ФАС России начала проверку по факту несвоевременного представления отчетов о финансовой деятельности при исполнении ГОЗ по правилам, установленным постановлением Правительства РФ от 19.01.1998 г № 47.
По результатам завершившихся проверок все 46 предприятий ОПК выполнили предупреждение Федеральной антимонопольной службы и направили в Министерство обороны обоснования своих ценовых предложений.

#### Защита стратегического предприятия
В марте 2020 года ФАС России удалось доказать факт незаконного приобретения акций "Волгоградского металлургического комбината «Красный Октябрь» иностранным инвестором, который довел предприятие до состояния банкротства.
Так, в 2013, 2016 и 2017 годах без предварительного согласования с Правительственной комиссией по контролю за осуществлением иностранных инвестиций в Российской Федерации иностранными инвесторами был установлен полный контроль над акционерным обществом.
ФАС России на основании материалов внеплановой выездной проверки провела расследование, по результатам которого подала иск в Арбитражный суд Волгоградской области о признании ничтожными взаимосвязанных сделок по приобретению акций АО "Волгоградский металлургический комбинат «Красный Октябрь» иностранными инвесторами и лишения их права голоса на общем собрании акционеров.
Суд апелляционной инстанции поддержал позицию ФАС России, признал недействительными все 3 сделки, тем самым ограничив влияние инвесторов на уникальное предприятие.

#### Законотворчество в области ГОЗ
Штрафы за нарушения при размещении и выполнении государственного оборонного заказа выросли до 500 тысяч рублей.
В КоАП внесены изменения, повышающие ответственность должностных лиц за размещение заказа у единственного поставщика без проведения конкурса или аукциона, если это не предусмотрено законодательством.
За такие нарушения установлен штраф до 100 тысяч рублей. Также увеличено наказание за изменение условий госконтракта в случае, если это прямо запрещено. Для должностных лиц предусмотрен штраф 50 тысяч рублей, а для юрлиц — до 500 тысяч. Эти штрафы в два раза выше, чем за другие нарушения в области государственного оборонного заказа.

### Контроль рекламы
ФАС России осуществляет контроль за соблюдением рекламного законодательства в России.

#### Реклама «зонтичных» брендов
С принятием в 2006 году Федерального закона «О рекламе» № 38-ФЗ у ФАС появились инструменты для пресечения распространения рекламы так называемых «зонтичных брендов» — совершенно разных товаров, объединённые общим названием или дизайном упаковки.
Введение запрета «зонтичной» рекламы в законодательство привело к существенному сокращению (практически до минимума) случаев размещения такой рекламы.

#### Реклама лекарств и БАДов
С октября 2013 года были ужесточены требования к рекламе лекарственных препаратов, медицинских изделий и биологически активных добавок. В рекламе БАДов стало обязательным использование фразы «не является лекарственным средством». Ответственность за нарушения в рекламе лекарственных средств, медицинских изделий и медицинских услуг ужесточена.
Тем не менее рассмотрение дел по признакам нарушений в рекламе БАДов до сих пор составляет существенную долю правоприменительной практики рекламного законодательства Федеральной антимонопольной службы.

#### Маркировка рекламы
С 1 сентября 2022 года в рамках поправок в Федеральный закон от 13.03.2006 № 38-ФЗ «О рекламе», рекламодатели и рекламораспространители (как физические, так и юридические лица) обязаны маркировать специальным кодом (erid) распространяемую рекламу в сети Интернет. Данные передаются в Роскомнадзор через операторов рекламных данных (ОРД). А с 1 сентября 2023 года начали действовать штрафы в рамках новых норм КоАП за нарушение порядка передачи сведений о рекламе. На ФАС России возложены обязанности по анализу и контролю рекламы на предмет наличия маркировки и пометки «реклама», сведений о рекламодателе.

### Контроль торговли
С 1 февраля 2010 года ФАС России осуществляет государственный контроль соблюдения антимонопольных требований, установленных Федеральным законом «О государственном регулировании торговой деятельности в Российской Федерации» № 381-ФЗ от 28 декабря 2009 года.
Непосредственно функции по антимонопольному контролю и надзору возложены в ФАС России на Управление контроля социальной сферы и торговли. В соответствии с Положением об Управлении, утвержденном Приказом ФАС России, основными задачами управления являются: осуществление контроля и надзора соблюдения антимонопольного законодательства в области торговли и услуг в непроизводственной сфере; осуществление мер по предупреждению и пресечению нарушений антимонопольного законодательства в социальной сфере и торговле; методическое обеспечение структурных подразделений ФАС России и его территориальных органов, а также координация деятельности территориальных органов ФАС России по вопросам, отнесенным к компетенции Управления.
При ФАС России с 2010 года работает Экспертный совет по развитию конкуренции в сфере розничной торговли. Экспертный совет был образован в целях содействия развитию конкуренции в сфере розничной торговли, а также для рассмотрения вопросов, связанных с соблюдением федеральными органами исполнительной власти, органами государственной власти субъектов Российской Федерации, органами местного самоуправления антимонопольного законодательства Российской Федерации в сфере розничной торговли. Экспертный совет является консультативно-совещательным органом при Федеральной антимонопольной службе.
Основными задачами Экспертного совета являются:
— содействие развитию конкуренции в сфере розничной торговли;
— содействие защите конкуренции, в том числе предупреждению, пресечению монополистической деятельности и недобросовестной конкуренции в сфере розничной торговли;
— подготовка предложений по совершенствованию законодательства в сфере розничной торговли;
— экспертиза документов и оценка информации, представленной на рассмотрение Экспертного совета его членами;
— разработка рекомендаций по совершенствованию государственного контроля соблюдения антимонопольного законодательства Российской Федерации в сфере розничной торговли;
— взаимодействие по вопросам совершенствования антимонопольного законодательства Российской Федерации в сфере розничной торговли с федеральными органами исполнительной власти, органами государственной власти субъектов Российской Федерации, органами местного самоуправления, иными осуществляющими функции указанных органов органами и организациями и участниками рынка услуг в сфере розничной торговли;
— содействие освещению в средствах массовой информации актуальных вопросов развития конкуренции и соблюдения антимонопольного законодательства Российской Федерации в сфере розничной торговли.
В составе Экспертного совета специалисты ФАС России, представители других федеральных органов исполнительной власти, органов государственной власти субъектов Российской Федерации, научных организаций, участников рынка услуг в сфере розничной торговли, представителей ассоциаций, общественных объединений, осуществляющих деятельность в сфере розничной торговли.
Решения Экспертного совета носят рекомендательный характер.

### Контроль за осуществлением иностранных инвестиций в Российской Федерации
ФАС России является уполномоченным органом по контролю за осуществлением иностранных инвестиций в Российской Федерации.
ФАС России в рамках закона № 160-ФЗ «Об иностранных инвестициях в Российской Федерации» и закона № 57-ФЗ «О порядке осуществления иностранных инвестиций в хозяйственные общества, имеющие стратегическое значение для обеспечения обороны страны и безопасности государства». Общая сумма сделок иностранных инвесторов в отношении российских компаний-стратегов за 10 лет составила почти 1 трлн рублей.

## Критика
По данным Global Competition Review, ФАС России ежегодно возбуждает больше дел, чем все антимонопольные органы мира, вместе взятые. Так, общее число возбужденных дел в 2015 г. составило 9092 дела по 135-ФЗ «О защите конкуренции». По злоупотреблению доминирующим положением в России возбуждено 3059 дел в 2015 году, в США — 25, В Великобритании — 1, во Франции — 30, в ФРГ — 14. При этом, резкий рост числа дел, наблюдаемый с середины 2000-х гг. в России, сопровождался ростом доли дел против малого и среднего бизнеса. В США самым маленьким из фигурантов антимонопольных дел за последние годы является компания Transitional Optical, оборот которой в 2012 г. составил около 800 млн долл. США (около 45 млрд руб.. Дела ФАС России против индивидуальных предпринимателей, ТСЖ, гаражных кооперативов и прочих псевдомонополистов получают широкую огласку в СМИ.
По расчетам общественной организации «Деловая Россия», в 2012 году по делам, оспоренным в судах, доля дел против малого и среднего бизнеса составила 56 %, а по делам, до суда не дошедшим — свыше 80 %. По мнению некоторых экспертов, активность ФАС против субъектов малого и среднего предпринимательства препятствует, а не содействует развитию конкуренции. Критики также отмечают низкую экономическую значимость некоторых дел: например, сговор ИП Автономовой Е. В. и ИП Кошечкина И. С. в виде установления одинаковой цены за прокат надувных батутов, картель поставщика продуктов питания ООО «Юдана» и ИП Федоровским А. Е. и ИП Чалым В. Е. и другие дела. Турфирма из Барнаула названа монополистом по собственному ИТ-продукту, кинотеатр — монополистом на рынке попкорна в границах торгового центра в Новосибирске. Десятки дел возбуждены ФАС России против ТСЖ-«монополистов» в границах собственного чердака. Против предпринимателя из Элисты Мамоненковой возбуждено дело о картеле за то, что она попросила другого предпринимателя (конкурента- по мнению ФАС) заменить её сломавшуюся «Газель» в тот день, когда машина находилась в ремонте. 4 таксиста, за повышение цен на 20 руб. в Рубцовске в канун Нового года, супруги фермеры из Ставрополья за картель (между мужем и женой) на торгах по аренде никому не нужного земельного участка, и сотни других. Некоторые эксперты отмечали, что в российском законодательстве отсутствуют нормы, предоставляющие «иммунитет» от антимонопольного регулирования для малого и среднего бизнеса. Это привело к тому, что резко выросла доля антимонопольных дел, отменённых судом по малозначительности — с 3 % до 8 %. О необходимости прекратить антимонопольное преследование МСП (равно как и компаний с небольшими долями рынка) неоднократно отмечалось Правительством РФ, в докладах Минэкономразвития (от 28.07.2014 № ДО5и-693) и бизнес-омбудсмена Президенту РФ, в предложениях «Деловой России» (письмо в Администрацию Президента от 01.04.2014 № ИП-513/04). Однако ФАС России предложения игнорировала, а поручения не исполняла. И всё-таки результатом общественной кампании за антимонопольную реформу стало принятие 3.07.2016 закона об иммунитетах для малого бизнеса от ФАС. Исключения из иммунитетов — картели и состояние естественной монополии, и тут же стали плодиться дела против МСП-«картелистов» и ферм, небольших промпредприятий и даже ИП — «естественных монополистов» в границах собственных проводов, котельной или канализации.
Если в США до 90 % штрафов налагается на иностранные компании, то есть на конкурентов американского бизнеса, то в России эта цифра не превышает 1 %.
Ещё одной причиной, вызывающей возбуждение большого количества дел, является «палочная» система мотивации сотрудников ФАС России. По данным «РАНХ и ГС», только 2 % антимонопольных дел содержат анализ рынка. В соответствии с изначальным текстом приказа, разработанном в 2010 году, ФАС России № 220 от 28.04.2010 г. "Об утверждении Порядка проведения анализа состояния конкуренции на товарном рынке не требовалось проведение анализа состояния конкуренции на товарном рынке при установлении доминирующего положения хозяйствующего субъекта (хозяйствующих субъектов) в случае, если хозяйствующий субъект осуществляет производство (реализацию) товаров в условиях естественной монополии, а также при рассмотрении дел о нарушении антимонопольного законодательства, возбужденных по признакам нарушения частей 1, 2 и 5 статьи 11, статей 14, 15, 16, 17, 17.1, 18 135-ФЗ «Закона о защите конкуренции», а также если компания внесена в Реестр хозяйствующих субъектов, имеющих долю рынке свыше 35 % (п. 1.3. Порядка). Таким образом, ФАС России своим приказом освободила себя от обязанности проводить анализ рынка по свыше 90 % категорий дел. По мнению экспертов, такое положение вещей приводило к тому, что появлялись монополисты-заводы в границах территории завода, монополия ТСЖ в границах дома. По мнению проф. С. Б. Авдашевой, называть малый бизнес монополистом — это все равно, что серебряные ложечки воровать. Но уже в 2016 году, в целях приведения в соответствии с изменениями, которые внес «четвертый антимонопольный пакет» в Федеральный Закон «О защите конкуренции» (135-ФЗ) ФАС разработала изменения в Порядок анализа рынка (приказ № 220). 4-й пакет установил, что при рассмотрении дела о нарушении антимонопольного законодательства ФАС должна проводить анализ состояния конкуренции в «объеме, необходимом для принятия решения о наличии или об отсутствии нарушения». При этом, ФАС одной рукой повышая требования к проводимому анализу товарного рынка, другой создает себе лазейки. Безусловно положительно можно оценить, что ФАС намеревается теперь проводить анализ рынка по делам о недобросовестной конкуренции, нарушениям антимонопольных требований к торгам и антиконкурентным соглашениям, нарушениями органов власти и местного самоуправления. Наконец, устанавливается требование проведения анализа рынка по делам о злоупотреблении доминированием, если нарушитель является субъектом естественной монополии (до сих пор чиновникам достаточно было назвать компанию — причем зачастую не водоканал или РЖД, а завод или сельхозпредприятие — естественной монополией), и, не проводя никакого анализа, предъявлять самый широкий спектр обвинений. Однако по делам о соглашениях на рынках электроэнергии почему-то проведение анализа рынка по-прежнему не предусмотрено. И остается неясным вопрос об объёме анализа товарного рынка по делам о злоупотреблении доминирующим положением, и по делам с запрещенными иными соглашениями.
Одним из главных приоритетов ФАС России стала борьба с картелями. С 2009 г. картели стали уголовно наказуемым деянием (срок до 3 лет). Определение картеля дано статьёй 11 ФЗ «О защите конкуренции». По мнению некоторых экспертов определение картеля не достаточно четкое, что позволяет весьма вольно трактовать почти любой договор, в том числе обычный договор между продавцом и покупателем как картель, или угрожая возбудить подобное дело, что влечет для компаний коррупционные риски. В результате 2/3 картельных дел возбуждены против малого бизнеса При этом, в США и ЕС картельных дел против малого бизнеса и компаний с небольшой долей рынка нет вообще. Картель на рынке каустической соды, неоднократно входивший в перечень лучших дел ФАС, был установлен путём рассылки фиктивных писем с фиктивных электронных адресов с рабочих компьютеров сотрудников ФАС от лица обвиняемых компаний (ОАО «Галополимер» и др.) Сформирован прецедент, ФАС не сможет использовать анонимные сообщения как основание для проведения внеплановых проверок.
Россия занимает 1 место в мире и по числу «рейдов на рассвете» (внезапных проверок). ФАС России ранее была не обязана уведомлять прокуратуру о проведении внеплановых проверок, что, по мнению бизнеса и экспертов, усиливало риск проведения «заказных проверок». Так, в отношении ЗАО "Аргус-СПЕКТР, чей комплекс "Стрелец-мониторинг для вызова пожарной охраны не только исключил посредников из передачи сигнала о пожаре и сэкономил бюджету свыше 20 млрд руб. ежегодно, снизил смертность при пожарах в 14 раз, проведена внеплановая проверка с многочисленными нарушениями в форме обыска. В 2014 г. по иску ЗАО «Аргус-Спектр» Высший арбитражный суд , а затем и Верховный суд признали метод рекомендации ФАС России о проведении внеплановых проверок незаконными. Если же прочитать само судебное решение, а не интерпретации, то становится ясно, что методические рекомендации ФАС России были признаны судом незаконными только на том основании, что был нарушен порядок их регистрации в Министерстве Юстиции РФ, при этом ни противоречий конкретных норм данных методических рекомендаций законодательству, в частности установленному ФЗ «О защите конкуренции» порядку проведения внеплановых проверок, ни каких-либо нарушений в проверке ФАС России ЗАО «Аргус-Спектр» судом установлено не было, в передаче жалобы ЗАО «Аргус-Спектр» для рассмотрения в Президиум Верховного суда РФ было отказано. И вот 3 июля 2016 г. Президент РФ Владимир Путин подписал закон, облегчающий жизнь малого бизнеса и приводящий российское антимонопольное законодательство в соответствие с мировыми стандартами, которым предусматривается в том числе обязательное согласование с органом прокуратуры внеплановых выездных проверок МСП (за исключением подозрения на картель). При осуществлении внеплановых выездных проверок субъектов естественных монополий, такое согласование не требуется.
Кроме того, ФАС России ежегодно рассматривает более 4,5 тыс. сделок экономической концентрации (в 3 раза больше чем в США, в 20-50 раз больше любой из крупных европейских стран), из них отказано в 5-10 слияниях в год (0,2 % случаев). Ещё по 200—300 слияниям ФАС выдает предписание, из них 4 % структурные (в ЕС − 85 %), а в 96 % — поведенческие (в ЕС — 15 %). Анализ НИУ-ВШЭ показал, что предписания не оказали положительного влияния на конкуренцию.
В рамках нормотворчества ФАС России 3 раза вносила масштабные изменения (антимонопольные пакеты) в закон «О защите конкуренции». Регулирование постоянно ужесточается. Кроме того в апреле 2013 г. ФАС внесла в Правительство РФ «четвертый антимонопольный пакет», который существенно ухудшал положение бизнеса, вводил новые запреты и новые формы прямого вмешательства антимонопольного органа в хозяйственную деятельность компаний и государственных органов, вводил ряд новаций, противоречащих мировому опыту и имеющих коррупционные риски. В ходе множественных доработок (изменённый текст поправок к пакету вносился в Правительство и, соответственно, возвращался на доработку в апреле, мае, июне, июле и августе 2015 года) текст претерпел значительные изменения — были учтены замечания Деловой России, Минэкономразвития и Минюста. В итоге в результате доработок, обсуждений и согласований на уровне Правительства, Администрации Президента, Госдумы, АСИ и других площадок «четвёртый пакет» превратился из документа, вызывающего неприятие бизнес-сообщества, в либерализационный закон, который Президент подписал в октябре 2015 года. В частности, «четвёртый антимонопольный пакет» расширил институт предупреждений и предостережений. Иными словами, по большинству составов за первое нарушение предпринимателям будет выдаваться предупреждение, а штраф накладываться только за повторное. Кроме того, документ отменил реестр компаний, имеющих долю на рынке свыше 35 %, что избавило находящихся в реестре предпринимателей от необходимости согласования мелких сделок с ФАС (число согласований сократилось более чем на 1 тыс. в год) и побудило антимонопольный орган каждый раз аргументированно доказывать доминирующее положение.
В рамках закона «О рекламе» ФАС России возбуждает 5000 дел ежегодно. Абсолютное большинство против МСП, по формальным, оценочным и субъективным критериям (индивидуальный предприниматель из г. Хабаровска оштрафован за ненадлежащую рекламу пива (повесил на стене магазина плакат с изображением креветки), ООО "Центр микрохирургии глаза «Визус-1» из Тюмени оштрафован за отсутствие в рекламе персонального телефона доктора, таксист из Костромы оштрафован за оскорбление хлеба (разместил рекламу "если в слове хлеб сделать 4 ошибок, то получится слово «такси», против сибирского банка возбуждено дело за гей-пропаганду (в рекламе использован образ Сергея Светлакова в роли Ивана Дулина из «Наша Russia»), против компании «Дон-строй» за рекламу: «Деда мороза нет, а скидки — есть», индивидуального предпринимателя из г. Якутска за рекламу магазина цветов с использованием изображения красноармейца из агитационного плаката художника Д. Моора: «А ты купил своей любимой цветы?», ОАО «Останкинский мясоперерабатывающий завод» за рекламный ролик «Папа может», поскольку в рекламе демонстрируется движение транспортного средства с нарушением ПДД.
В рамках закона «О размещении государственного заказа» (Федеральный закон от 21.07.2005 № 94-ФЗ «О размещении заказов на поставки товаров, выполнение работ, оказание услуг для государственных и муниципальных нужд», с 2014 г. — Федеральный закон от 05.04.2013 № 44-ФЗ «О контрактной системе в сфере закупок товаров, работ, услуг для обеспечения государственных и муниципальных нужд») ФАС России возбуждает в среднем 17000 дел ежегодно, только по процедурным нарушениям, при наличии «чрезвычайных» полномочий (право приостановить торги). За 2015 год было возбуждено 22 062, за 2016 год 22 778 дел об административных правонарушениях за нарушения 44-ФЗ. По расчетам «Деловой России», ¾ из около 25 тысяч ежегодно возбуждаемых ФАС дел по 44-ФЗ возбуждено против мелких закупок. В Калужской области до суда дошло дело о «нарушении» музеем в закупке на 9 тыс. руб. — только на одно заседание бюджет потратил больше. Неоднократные предложения экспертов отказаться от контроля за закупками менее 500 тыс. или хотя бы менее 100 тыс. руб., ФАС отвергала. Нас уже не интересует, чему и как школа учит, нас интересует, по какой процедуре она купила парты и скрепки и вовремя ли внесла эту информацию на сайт. Чтобы (формально) выполнить майские Указы Президента, многие регионы сокращают численность учителей и врачей. Но и оставшимся приходится тратить время на выполнение избыточных, противоречивых, а зачастую вредных требований ФАС. Так, детсад № 82 С-Петербурга только в Высшем арбитражном суде смог добиться справедливости и отменить незаконное решение ФАС: служба предписала закупать морковку и капусту для супа не вместе, а отдельно. Какой вывод был сделан после решения ВАС? ФАС возбудила аналогичное дело против детсада в Омске. А вопиющие нарушения ФАС не хочет либо не может увидеть. В июне 2016 г. самой обсуждаемой новостью, стала то, что ФАС не выявила нарушений при проведении госзаказа на организацию детского отдыха в Карелии, который повлек за собой гибель 14 детей. При этом, победитель аукциона — ООО "Парк-отель «Сямозеро», в котором произошла трагедия, несколько лет получал многомиллионные контракты от московских властей, постоянно снижая цену на 1 %, а аффилированная с ним и зарегистрированная по тому же адресу структура — снижала ровно на 0,5 %.
Итого, общее число возбужденных ФАС России дел составляет 55 тысяч — больше, чем во всех остальных странах мира, вместе взятых. По заявлению руководителя ФАС России И. Ю. Артемьева, в 2015 г. число дел выросло до 67 тыс.. Предприятия среднего бизнеса и ИТ-отрасли, наращивающие производство и экспорт, сталкиваются с претензиями, делами, проверками в форме обыска со стороны ФАС. В некоторых случаях — сразу после выхода на внешние рынки или попадания в санкционный список США. Политика двойных стандартов ФАС заметна и в регулировании тарифов. Уже проведена либерализация тарифов крупнейших аэропортов страны (Московского авиаузла). Предлагается либерализовать тарифы РЖД по экспортным поставкам и тарифы ОАО «Газпром». Одновременно предлагается, ввести регулирование тарифов на вывоз твердых бытовых отходов (в секторе заняты почти исключительно МСП) и стивидорной деятельности в портах. Это уже привело к росту цен на авиабилеты, и в ближайшее время может привести к росту тарифов и цен, который будет переложен на население. Ситуация усугубляется неспособностью ФАС России сдержать рост цен на социально значимые товары: более 50 % дел ФАС России в отношении торговых сетей суды признают незаконными.
ФАС России и её руководитель Игорь Артемьев превратились в главных алкогольных лоббистов. В частности, доклад ФАС России, направленный в Правительство РФ (заметим, что он размещен не на официальном сайте ФАС России, а на сайте Союза пивоваров), содержал целый ряд неприемлемых предложений, которые обернутся сотнями тысяч дополнительных алкогольных смертей. Так, предложение вернуть алкогольные напитки в ларьки и другие места нестационарной торговли повысит и без того одну из самых высоких в мире доступность алкоголя в РФ (1 точка продажи в РФ приходится на 500 человек, а в Швеции и Норвегии — на 20-30 тыс.). Предложение снизить минимальную цену на алкоголь крепостью ниже 38 градусов приведет к распространению суррогатной водки и резкому росту смертности. Предложение заморозить акцизы на крепкий алкоголь до 2018 г. повысит его ценовую доступность, что уже вызвало, как показал опыт 2014—2015 гг. рост смертности. Предложение лишить субъекты РФ права вводить запрет на реализацию алкогольных энергетических коктейлей самым негативным образом скажется на здоровье подрастающего поколения, вызовет конфликт с региональными элитами. Примечательно, что в своем докладе ФАС России дает отрицательную оценку повышению возраста допустимости употребления алкоголя с 18 до 21 года, которое ещё не вступило в силу. Такое внимание к одной из, ещё не реализованных инициатив, является признаком действий ФАС России в интересах алкогольного лобби, которое обеспокоено, что молодежь не «успеет» пополнить ряды их потребителей. ФАС России активно противодействовала ограничению использования вредной для здоровья пластиковой (ПЭТ) тары для розлива алкогольной продукции, но проиграла. В противодействии широкой инициативе ряда губернаторов, депутатов, церковных и общественных деятелей ограничить использование ПЭТ-тары (в РФ в ПЭТ-тару разливается 40 % пива, в других странах, за исключением Украины и некоторых балканских стран — 0 %) руководство ФАС координировало свои действия с иностранными пивными компаниями (контролируют свыше 80 % российского рынка) и даже посольством США. Последнее, на наш взгляд, является в нынешних внешнеполитических обстоятельствах абсолютно неприемлемым и требует самого тщательного расследования. Этот доклад не был случайностью. ФАС России давно возбуждает дела в интересах алкогольного лобби. Например, дела против губернаторов, вводящих запрет на реализацию энергетических алкогольных коктейлей. Несмотря на проигрыш подобных дел в Верховном и Высшем арбитражном судах, ФАС, с упорством, достойным лучшего применения, продолжает практику возбуждения подобных дел, защищая интересы производителей алкоэнергетиков. Неприемлемыми, являются дела ФАС России против губернатора Амурской области Олега Кожемяко за ограничение реализации алкогольной продукции во время наводнения, и против Администрации г. Ханты-Мансийска — во время школьных выпускных. Видимо, для алкогольных лоббистов возможно наживаться даже на горе людей, ставших жертвами стихийных бедствий, и на здоровье подрастающего поколения. Все вышеупомянутые решения ФАС России суды признали незаконными.
Руководитель общественного проекта «За антимонопольную реформу» Алексей Сергеевич Ульянов заявил, что руководство ФАС России работает в интересах иностранных транснациональных корпораций. ФАС России не в состоянии препятствовать монополистическим тенденциям крупнейших госкомпаний и госкорпораций России — ОАО «Газпром», ОАО «Роснефть», ОАО «РЖД», «Ростех». После принятия закона об «иммунитетах» для малого бизнеса от антимонопольного контроля ФАС нашла способ продолжать политику преследования малого бизнеса, называя его представителей «естественными монополиями» и «участниками картельных сговоров».

## Антимонопольная политика как часть внутренней и внешней политики
В США антитрестовским департаментом Министерства юстиции 92,2 % антимонопольных штрафов налагается на иностранные компании, то есть конкурентов
американского бизнеса. Самый крупный штраф в истории США за нарушение антимонопольного законодательства — за «витаминный картель» — наложен на
европейские корпорации Hoffman и LaRoche — суммарно $500 млн.
В ЕС крупнейший антимонопольный штраф наложен на американскую корпорацию Microsoft — 2,2 млрд евро. В ноябре 2014 года Департамент по конкуренции Еврокомиссии начал расследование в отношении американской корпорации Google. Компании грозит принудительное разделение.
Таким образом, антимонопольная политика все более становится частью политики внешнеэкономической, и даже внешнеполитической. Это утверждение пока
неприменимо к России, где ни один крупный штраф пока не наложен на иностранную компанию. И даже в части более мелких штрафов известны всего 3 случая, когда были оштрафованы иностранные компании: Metro Сash&Carry — 200 тыс. руб. (2011 г.), Алкоа Металлург Рус — 1,7 млн руб. (2009 г.) и на Teva Pharmaceutical Industries Limited- 650 тыс. руб.(2014 г.). При этом, только за 2009—2014 гг. было наложено более 100 тыс. штрафов на российские компании, то есть доля иностранных компаний в числе наложенных штрафов не превышает 0,01 %.
Такое положение дел стало предметом критики со стороны экспертов и предпринимательских объединений, прежде всего «Деловой России», что ФАС «бьет исключительно по своим», при том, что иностранные компании доминируют на многих российских рынках (пиво, табачная продукция, фармацевтика,
легковые автомобили, многие товары народного потребления и т. д.).
И хотя в 2013—2014 гг. ФАС России начал ряд расследований в отношении зарубежных картелей, пересмотра политики эксперты пока не отмечают. Более того, в сентябре 2014 Руководитель ФАС России И. Ю. Артемьев заявил, что может возбудить десятки дел против иностранных компаний, но не делает этого, «чтобы не ухудшить ситуацию». Эксперты отмечают, что ФАС России проводит политику двойных стандартов: к иностранным компаниям санкции не применяются даже в случае выявленных нарушений, «чтобы не ухудшить ситуацию», в то время как на тысячи российских компаний ежегодно налагаются штрафы за формальные или незначительные нарушения, либо за действия, которые антимонопольные органы развитых стран нарушением не признали бы.
В некоторых случаях дела против иностранных компаний возбуждаются, но штрафы
на них не накладываются. Например, в апреле 2012 г. ФАС России рассмотрела дело против корпорации RENAULT TRUCKS, SAS и 36 сервисных станций (все относятся к субъектам малого и среднего бизнеса и не входят в группу лиц RENAULT TRUCKS. Нарушение выразилось в том, что корпорация запрещала станциям ремонтировать машины других марок. Однако в отношении RENAULT TRUCKS, SAS дело было прекращено, а на сервисные станции наложены штрафы. По сути, санкции ФАС России подверглись российский малый бизнес за то, что ему навязывал условия договора иностранный автогигант.
Эксперты отмечают, что иногда дела против российских компаний ФАС России возбуждает в интересах их иностранных конкурентов. В феврале 2013 года ФАС России начала внеплановую проверку ЗАО «Аргус-Спектр» на предмет соблюдения антимонопольного законодательства, которая продолжалась 11 месяцев вместо установленных законом трех. В ноябре 2013 года ФАС России разместила на своем сайте релиз в котором сообщила, что по результатам внеплановой проверки установлены некие признаки заключения запрещённых «вертикальных» соглашений ЗАО «Аргус-Спектр» со своими дилерами и с региональными подразделениями МЧС России. ЗАО «Аргус-Спектр», победила в открытом конкурсе на разработку системы автоматического вызова сил пожарной охраны. МЧС, по распоряжению Президента и Правительства стало повсеместно внедрять на соцобъектах автоматику — комплекс ПАК Стрелец-мониторинг, разработанный Аргус-Спектр, для вызова сил пожарной охраны. Это не только исключило посредников из цепочки, что экономит бюджету свыше 20 млрд руб. ежегодно, но и позволило снизить смертность при пожарах в 14 раз. Однако ФАС, активно начала действия против компании. Всего было возбуждено десятки дел против пожарных служб, 83 проверки компании, сотни запросов, также проводились пресс-конференции и попытки изменить законодательство в интересах посредников. Аргус-Спектр выиграла уже свыше 10 судебных процессов, в том числе в Высшем арбитражном суде и Верховном суде по признанию незаконными метод рекомендаций ФАС России о проведении проверок. Это дело вообще признано самым знаковым делом высших судов в 2014 году . Примечательно, что активные действия ФАС России против компании начались тогда, когда она стала активно выходить на внешние рынки, установив свою системы на
один из замков королевы Великобритании, Кембриджский и Итонский университеты и другие значимые объекты, что не понравилось иностранным конкурентам компании.
За особенности сбытовой политики антивирусных программ ФАС России возбудила дела против российских разработчиков компьютерного ПО ЗАО «Лаборатория Касперского» и ООО «Доктор Веб», при этом сходная политика иностранных конкурентов Eset (Словакия) и Panda Antivirus (Испания), не вызвала замечаний ФАС России.
Эксперты отмечают, что ФАС России несколько охотнее возбуждает дела по жалобам иностранных компаний на их российских конкурентов, нежели наоборот. Показательными являются дела, которые ФАС России возбуждала против кваса «Никола» за рекламу «Нет „коланизации“, квас — здоровье нации!», по жалобе концернов Coca-Cola и PepsiCo, против Федеральной службы по ветеринарному и фитосанитарному надзору за закрытие отечественного рынка для некоторых поставщиков норвежской рыбы, против сухариков «Кириешки» жалобе «Бриджтаун Фудс», против ретейлера ООО «Калинка Трейд» за рекламу, которая не понравилась немецкой сети гипермаркетов Media Markt, против Московского метрополитена за закупку 768 вагонов нового поколения у отечественной компании, по жалобе компаний CAF и Bombardier и тд.
ФАС России подготовила методические рекомендации «Принципы экономического анализа практик ценообразования на предмет их соответствия Закону о защите конкуренции», которые направлены на ценовое ориентирование отечественных производителей на зарубежные товарные рынки и ставят их в зависимость от и иностранной конъюнктуры. Принятие методических рекомендаций повлечет за собой применение антимонопольных санкций к российским компаниям, если они начнут экспортировать продукцию, например, в Китай. По сути, ФАС России толкает компании на то, чтобы строить новые заводы в Китае, а не в России.
ТПП РФ высоко оценивает деятельность ФАС уже потому, что активное монопольное регулирование, защита добросовестной конкуренции, особенно в период кризиса, — это одно из условий выживания и развития малого и среднего предпринимательства (МСП) нашей страны. Об этом заявил Президент ТПП РФ Катырин Сергей Николаевич после завершения юбилейного заседания коллегии ФАС.
В 2020 году ФАС поручено разработать систему контроля качества товаров иностранных производителей, поставляющих их в Россию и другие страны. Правительство намерено пресечь практику, при которой производители поставляют в РФ и другие страны продукцию под одним брендом, но с разными свойствами. ФАС, Минпромторг, Роспотребнадзор, Минфин и другие ведомства совместно должны разработать механизмы, которые позволят оценивать и сравнивать свойства продукции, продающейся на внутреннем рынке, а также за его пределами. Для тех компаний, которые ввозят в страну товар более низкого качества, нежели в другие, министерства должны ужесточить ответственность, что позволит пресечь недобросовестную конкуренцию на рынке.

## Консультативные органы при ФАС России
При ФАС России действует Общественно-консультативный совет, в который входят представители некоммерческих организаций, объединений предпринимателей. Совет проводит мониторинг деятельности ФАС России, вырабатывает рекомендации по совершенствованию антимонопольного законодательства и практики пресечения его нарушений. Аналогичные советы действуют в территориальных управлениях ФАС России.
При ФАС России также действуют экспертные советы по отдельным направлениям деятельности службы, в частности, Экспертный совет по рекламе, Экспертный совет по недобросовестной конкуренции, Экспертный совет по защите конкуренции на рынке финансовых услуг, Экспертный совет по электроэнергетике, Экспертный совет по вопросам связи, Экспертный совет по агропромышленному комплексу, Экспертный совет по развитию конкуренции в сфере ЖКХ, Экспертный совет по поддержке малого и среднего предпринимательства. В состав Экспертных советов входят участники рынков, представители некоммерческих организаций и контролирующих органов власти.

## Структура
В структуру ФАС РФ входят центральный аппарат службы, состоящий из отраслевых управлений, и территориальные органы. В настоящее время число территориальных органов ФАС России по субъектам Российской Федерации составляет 85.

## Наиболее крупные дела ФАС России
- Дело в отношении ОАО «Газпром»

ФАС России признала ОАО «Газпром» нарушившим Закон о защите конкуренции в части установления монопольно высоких цен. Так, в марте 2011 года по отношению к февралю рост цен на жидкую серу составил 246 % и продолжился в течение всего прошлого года. ОАО «Газпром» назначен штраф в размере более 17,5 млн рублей. Федеральный арбитражный суд Московского округа подтвердил законность решения и предписания ФАС России. Газпром уплатил штраф.
- Дело в отношении торговой сети «Ашан»

ФАС России признала торговую сеть «Ашан» нарушившей п. 1 ч. 1 ст. 13 Закона «Об основах государственного регулирования торговой деятельности в Российской Федерации». Комиссия ФАС России установила, что ООО «Ашан» создавало дискриминационные условия для поставщиков молока и молочной продукции путем установления различных цен на одни и те же услуги, направленные на продвижение товаров. Арбитражный суд г. Москвы подтвердил законность решения и предписания Федеральной антимонопольной службы (ФАС России) в отношении ООО «Ашан». Федеральная антимонопольная служба (ФАС России) назначила штрафы в отношении ООО «Ашан» на общую сумму 62 млн рублей.
- Дело в отношении ООО «Газпром добыча Оренбург»

ООО «Газпром добыча Оренбург» злоупотребляло своим доминирующим положением на рынке гелия. ФАС России установила, что компания «Газпром добыча Оренбург» изъяла газообразный гелий из обращения и препятствовала доступу на товарный рынок гелиевого концентрата, следствием чего стало повышение цены на товар — газообразный гелий марки «Б». Компании назначен штраф почти на 12 млн рублей. Решением Арбитражного суда г. Москвы, оставленным без изменения судами апелляционной и кассационной инстанций, решение ФАС России признано законным. Аналогичную позицию занял и федеральный арбитраж Уральского округа.
- Дело в отношении ОАО «РЖД»

За злоупотребление доминирующим положением ФАС России назначила ОАО «РЖД» штраф на сумму более 2,2 млрд руб. Нарушение выразилось в том, что РЖД перестали надлежащим образом «отвечать за обязанность» перевозчика по предоставлению подвижного состава, при фактическом избытке вагонов на рынке сложился недостаток их предложения. Для крупных грузоотправителей доступность услуг снизилась с 90 % до 60 %, а для малого и среднего бизнеса — с 75 % до 35 %.
- Дело в отношении ООО «МЕТРО Кэш энд Керри»

Комиссия Федеральной антимонопольной службы (ФАС России) признала, что ООО «МЕТРО Кэш энд Керри» нарушила пункт 1 части 1 статьи 13 Федерального закона «Об основах государственного регулирования торговой деятельности в Российской Федерации». Так, общество создало дискриминационные условия для 65 поставщиков рыбы и рыбной продукции путем установления цены договора возмездного оказания услуг в процентах от общей цены товаров, поставленных по договору поставки, а также взимало различную плату за одинаковый объём оказанных услуг по сравнению с другими поставщиками рыбы и рыбной продукции. В рамках привлечения ООО «МЕТРО Кэш энд Керри» к административной ответственности ФАС России было вынесено 63 постановления о наложении административных штрафов на общую сумму 126 млн рублей.
- Дело в отношении акционерных обществ «Галополимер Пермь», «Промышленная энергетика» и «Пермьэнергосбыт»

ФАС России признала акционерные общества «Галополимер Пермь», «Промышленная энергетика» и «Пермьэнергосбыт» нарушившими антимонопольное законодательство (ч.4 ст.11 Закона «О защите конкуренции»). Действия компаний привели к ограничению конкуренции путем снижения объёмов оплачиваемой мощности, вследствие чего увеличилась стоимость оплаты электрической энергии и мощности для иных потребителей Пермского края. Акционерным обществам были назначены штрафы на сумму более 37,5 млн рублей.
- Дело в отношении ОАО «МОЭСК»

ФАС России признала ОАО «МОЭСК» нарушившим антимонопольное законодательство и предписала компании перечислить в федеральный бюджет доход в размере 232,3 млн рублей. В ходе внеплановой выездной проверки были выявлены нарушения по заключению и исполнению договоров об осуществлении технологического присоединения нестационарных торговых объектов с Управами, ГУ, ГБУ, ГУК районов административных округов города Москвы (нарушение пункта 1 статьи 10 Закона «О защите конкуренции»).
- Дело в отношении ОАО «ТГК-6» и ОАО «Волжская ТГК»

ОАО «ТГК-6» и ОАО «Волжская ТГК» манипулировали ценами на оптовом рынке мощности на конкурентном отборе мощности на 2013 г. (ч. 3 ст. 11 Закона «О защите конкуренции»). ФАС России вынесла постановление о наложении штрафов в размере более 47 млн рублей на ОАО «ТГК-6» и более 232 млн рублей на ОАО «Волжская ТГК».
- Дело в отношении ОАО «Тверская энергосбытовая компания» и РЭК Тверской области

ОАО «Тверская энергосбытовая компания» и Региональная энергетическая комиссия Тверской области (РЭК Тверской обл.) манипулировали ценами на розничном рынке электрической энергии (нарушение ч.1 ст.10 Закона «О защите конкуренции»). ФАС России признала ОАО «Тверская энергосбытовая компания» злоупотребившей доминирующим положением (ч. 1 ст. 10 закона «О защите конкуренции») и вынесла постановление о наложении штрафа в размере более 107 млн рублей. Суды трех инстанций подтвердили правомерность выводов ФАС.
- Дело о «минтаевом» картеле

8 июля 2013 ФАС России завершила рассмотрение дела о «минтаевом» картеле. 26 рыбодобывающих предприятий Дальнего востока и «Ассоциация добытчиков минтая» признаны нарушившими Закон «О защите конкуренции». Общая сумма штрафов более 120 млн рублей; НКО «Ассоциация производственных и торговых предприятий рыбного рынка» и Федеральная служба по ветеринарному и фитосанитарному надзору признаны заключившими антиконкурентное соглашение.
- Дело о картеле на рынке импортной норвежской рыбы

ФАС России вынесла постановления о наложении штрафов на двух участников картеля на товарном рынке оптовых поставок лосося (семги) и форели из Норвегии в Россию. Группа лиц в составе ОАО "Группа компаний «Русское море», ЗАО «Русская рыбная компания» и ООО «Русское море — Калининград»; группа лиц в составе ЗАО «ИТА Северная Компания», ООО «СК Рыба» и ЗАО «СК Ритейл», а также ООО «ПрофиБизнес», ООО «Северная Компания Калининград», ЗАО «Атлант — Пасифик» признаны нарушившими п.3 ч.1 ст.11 Закона о защите конкуренции (картель по разделу товарного рынка). Размер штрафа для ЗАО СК «Ритейл» составил 40,2 млн. рублей, для ОАО Группа компаний «Русское море» — 100 тысяч рублей.
- Дело о картеле на рынке жидкой каустической соды

В 2005 году предприятиями химической промышленности был организован картель по установлению цен и разделу рынка жидкой каустической соды (NaOH). Организатором и координатором картеля являлась «Единая торговая компания» (ЕТК). Количество участников картеля доходило до 23 (в том числе: «Саянскхимпаст», «Сибур», «ЕвроХим», «Каустик» (г. Стерлитамак), «Каустик» (г. Волгоград), «Ренова Оргсинтез»). Наложено штрафов на сумму более 1,6 млрд рублей. В 2013 году решение ФАС России было поддержано апелляционным судом.
- Дело о сговоре производителей мясных изделий на торгах по поставкам продукции силовым структурам РФ

В апреле 2012 года ФАС России признала участников торгов открытого аукциона на поставку продовольственных товаров для нужд Минобороны России, ФСО России, МВД России в 2009 году виновными в сговоре с целью раздела лотов и поддержания цен на торгах на максимально высоком уровне (нарушение пункта 2 части 1 статьи 11 Закона о защите конкуренции). В картеле приняло участие 20 компаний, в том числе крупнейшие российские производители мясной продукции. Это ООО «Камышинские Колбасы Соловьева», ЗАО "ФПК «Сырьевые ресурсы», ООО "Мясокомбинат «Дубки», ООО «Продторг», ОАО «ИКМА», ООО "Мясокомбинат «Гатчинский», ООО «Поволжский торговый дом», ОАО «Великолукский мясокомбинат», ОАО «Сафоновомясопродукт», ООО «Агентство по материальным ресурсам», ООО «СПТК», ОАО «Брянский мясокомбинат», ООО «Бизнес-Системы», ООО «ТД Стрелец-М», ООО «Мясокомбинат Острогожский», ООО «Стандарт М», ООО «Прист», ЗАО «ЕТИРК Авиэйшн Рус», ООО «Продцентр», ООО «Липецкий пищевой комбинат». Участники сговора были привлечены к административной ответственности в виде штрафов на общую сумму свыше 30 млн рублей. В 2013 году решение антимонопольного органа было поддержано судами трех инстанций.
- Дело о картеле на рынке суспензионного поливинилхлорида (ПВХ-С)

В декабре 2013 на ООО «Сибирская химическая компания» за участие в картеле на рынке суспензионного поливинилхлорида (ПВХ-С) ФАС России наложила оборотный штраф в размере 123,5 млн рублей. Наложением оборотного штрафа завершилась процедура привлечения к административной ответственности участников картеля на рынке ПВХ-С. Любителям химических опытов над конкуренцией предстоит вернуть в бюджет РФ в виде штрафов 560,3 млн рублей.
- Дело о нарушении антимонопольного законодательства со стороны администрации Кемеровской области, ОАО «РЖД» и 16 операторов подвижного состава

Федеральная антимонопольная служба (ФАС России) признала Администрацию Кемеровской области, ОАО «РЖД» и 16 операторов подвижного состава нарушившими Федеральный закон «О защите конкуренции» (пункты 3 и 4 статьи 16). Так, в октябре 2011 года Администрация Кемеровской области, ОАО «РЖД» и операторы подвижного состава под предлогом борьбы с заторами на железнодорожных путях, препятствующими отгрузке угля, провели совместные совещания, на которых приняли решения о сокращении количества операторов, предоставляющих вагоны для вывоза угля с территории Кузбасса. В результате заключенного соглашения количество участников рынка операторских услуг в Кемеровской области должно было сократиться с 230 до 16. Согласно КоАП РФ, за подобные нарушения должностные лица могут быть оштрафованы на сумму от 20 тыс. рублей до 50 тыс. рублей или дисквалифицированы на срок до трех лет, штраф для юридических лиц — от 0,01 до 0,15 размера суммы выручки правонарушителя от реализации товара, на рынке которого совершено административное правонарушение. На нарушителей наложены штрафы, в общей сумме превышающие 2 млрд рублей.
- Дело о сговоре на торгах по закупке лекарственных средств для Минздравсоцразвития России

ФАС России признала компании ЗАО Фирма ЦВ «ПРОТЕК», ЗАО «РОСТА» и ЗАО «Р-Фарм» виновными в сговоре на торгах по закупке лекарственных средств для Минздравсоцразвития России. ФАС России признала организации нарушившими п. 2 ч. 1 ст. 11 Закона «О защите конкуренции» и привлекла к административной ответственности наложением штрафа в размере 201 млн руб. ВАС РФ окончательно поставил точку по делу о сговорах на торгах по закупке лекарственных средств, в которых участвовали крупнейшие российские фармдистрибьюторы.
- Дело в отношении Google

Google злоупотребил доминированием на рынке предустановленных магазинов приложений в ОС Android. Нарушения Google выразились в предоставлении контрагентам для предустановки на мобильные устройства с ОС Android, предназначенные для введения в оборот на территории РФ, магазина приложений Google Play при условии обязательной предустановки приложений Google, его поисковой системы и их обязательного размещения на приоритетных позициях домашней страницы устройства. Действия Google привели к запрету на предустановку приложений других разработчиков. Google выдано предписание устранить нарушение закона. Также компании будет назначен штраф от 1 % до 15 % от оборота рынка предустановленных магазинов приложений за 2014 год.
- Дело о антиконкурентном соглашении между Минстроем России и несколькими организациями

ФАС России признала Минстрой России, Минрегион России, Госстрой, ФАУ «Федеральный центр ценообразования в строительстве и промышленности строительных материалов», ООО «Госстройсмета», НО «Национальная ассоциация сметного ценообразования и стоимостного инжиниринга», ООО «Стройинформиздат», ООО «Госнорматив» виновными в заключении антиконкурентного соглашения. Результатом соглашения стала фактически «приватизация» федеральной базы сметных нормативов и ограничение доступа на рынок разработки и реализации строительной проектно-сметной документации. ФАС России выдала Минстрою России предписание о прекращении нарушения антимонопольного законодательства. Территориальным органам дано поручение по проверке региональных рынков строительно-сметной документации. Материалы дела направлены в Главное следственное управление Следственного комитета Российской Федерации и Генеральную прокуратуру Российской Федерации. В отношении фигурантов антимонопольного дела начато уголовное расследование. Руководитель ФАУ «ФЦСС» арестован.
- Дело о картеле в сфере государственного оборонного заказа

Компании ООО «Фобус», НПО «Луч», ООО «Ависта» и ООО «Вектор» (координатор картеля) заключили антиконкурентное соглашение с целью обеспечения победы на электронных аукционах и сохранения максимальной цены контракта на торгах, в том числе, по закупке технических средств службы горючего и работ по модернизации пунктов заправок, проводимых Минобороны России и МВД на общую сумму более 335 млн рублей. Руководители компаний признались в совершении правонарушения и добровольно отказались от участия в сговоре. Компания ООО «Ависта» была освобождена от административной ответственности, так как первой добровольно заявила в ФАС об участии в запрещенном соглашении.
- Дело о картеле по распределению долей квоты на вылов в рыболовной зоне Королевства Марокко

Действия 9 компаний — участников картеля координировала «Ассоциация отечественных рыбопромышленников, ведущих промысел в зонах стран Западного побережья Африки». ФАС также установила, что в 2014 году доли квоты вылова биоресурсов в Марокко распределяло ФГУП «Нацрыбресурс», которое вступило в сговор с 6 компаниями и незаконно обеспечило им победу при распределении квот. Материалы дела направлены в МВД России для решения вопроса о возбуждении уголовного дела по ч. 2 ст. 178 УК РФ. В течение трех лет Росрыболовство передавало полномочия по распределению квот сторонним организациям. Эта деятельность способствовала ряду нарушений на рынке добычи ВБР. Органа власти признан нарушившим антимонопольное законодательство. Росрыболовство оспорило решения ФАС России, однако суды трех инстанций подтвердили правоту антимонопольного ведомства. Во исполнение предписания ФАС России Росрыболовство начало принимать заявки на получение квот для вылова водных биоресурсов в экономической зоне Королевства Марокко на текущий промысловый год (завершится в апреле 2016 года).
- Дело в отношении TEVA

ФАС выиграла дело в Верховном Суде в отношении TEVA. Занимающая доминирующее положение компания отказалась поставлять уникальное лекарство для больных рассеянным склерозом детей в Россию. Признанная антимонопольным ведомством виновной в необоснованном отказе в поставке не имеющего аналогов лекарства компания обжаловала решения ФАС в судах. Верховный Суд признал действия компании TEVA незаконными и подтвердил, что предусмотренные в законе «О защите конкуренции» изъятия для результатов интеллектуальной деятельности не применяются при необоснованном отказе компании в поставке монопольного товара.
- Дело в отношении Теlе2

Теlе2 признан виновным в недобросовестной конкуренции (ч.1 ст.14 Закона «О защите конкуренции»). Tele2 распространял информацию, наносящую вред деловой репутации ОАО «Вымпел-Коммуникации», ОАО «МТС» и ОАО «МегаФон» (заявители по делу) в ходе проведения на специальном сайте http://zahvost.ru акции «Сезон открыт». Теlе2 принимал «жалобы» участников акции на «нечестности» других операторов мобильной связи и предлагал за это бонусы при условии наличия новой активированной сим-карты оператора Теlе2, при этом организатор не предполагал проведение проверки на соответствие действительности представленной информации.
- Дело в отношении Банка Тинькофф

ФАС России признала Тинькофф Банк виновным в недобросовестной конкуренции. Дело возбуждено на основании жалоб граждан в связи с принятием банком одностороннего решения о снижении с 1 июля текущего года процентной ставки, начисляемой на пополнения срочных вкладов, по уже заключенным с гражданами договорам. Банку выдано предписание об устранении нарушения. Федеральная антимонопольная служба (ФАС) России оштрафовала АО «Тинькофф банк» и его должностное лицо на 300 000 и 12 000 руб. соответственно за недобросовестную конкуренцию на рынке вкладов.